# فرد وليامز (لاعب كرة قدم أسترالية أسترالي)
فرد وليامز (بالإنجليزية: Fred Williams)‏ هو لاعب كرة قدم أسترالية أسترالي، ولد في 29 يناير 1900 في North Melbourne ‏ في أستراليا، وتوفي في 7 مارس 1975 في Prahran ‏ في أستراليا.

## وصلات خارجية
- فرد وليامز على موقع AustralianFootball.com (الإنجليزية)
- فرد وليامز على موقع AFLtables.com (الإنجليزية)